# Габукай
Габукай (рос. Габукай; адиг. Гъобэкъуай) — аул Теучезького району Адигеї Росії. Входить до складу Габукайського сільського поселення.
Населення — 1838 осіб (2015 рік).